# 拉塞尔陨石坑
拉塞尔陨石坑（Lassell）是位于月球正面云海东侧的一座小撞击坑，其名称取自英国天文学家威廉·拉塞尔（1799年－1880年），1935年被国际天文联合会批准接受。

## 描述
该陨坑西北毗邻居里克环形山；北面靠近戴维环形山；阿方索环形山坐落在它的东北；东侧和东南则横亘了阿尔佩特拉吉斯环形山和塞比特环形山；而伯特陨石坑和尼科莱特陨石坑分别位于它的南面和西南。再往南则是泰纳里厄姆岬（Promontorium Taenarium）。拉塞尔陨石坑的中心月面坐标为15°29′S 7°54′W / 15.49°S 7.9°W，直径21.8公里，深度900米。
拉塞尔陨石坑外观呈多边形状，坑内地表已被玄武岩熔岩淹没，只剩下一圈低矮的外侧壁露出在表面。陨坑口沿较为尖峭，内侧壁光滑，北侧有一处小凹陷，坑内容积约有330公里³；碗状的坑底表面平坦，沿西侧坡底有一道小褶皱，坑底反照率低于相邻的云海表面。
陨坑南面坐落着高反照率的圆碗状卫星坑-拉塞尔 B，在太阳直射下显得特别耀眼；拉塞尔陨坑西北35公里处矗立着一群山峰，范围大约45×25公里，其非正式名称是拉塞尔地块，此处坐落了卫星坑拉塞尔 K、拉塞尔 G和拉塞尔 C，其中前二座陨坑可能为火山臼，且颜色异常。如果拉塞尔地块形成于火山喷发，则它所含矿岩可能类似于流纹岩。

## 卫星陨石坑
按惯例，最靠近拉塞尔陨石坑的卫星坑在月图上以字母标注在该坑中心点的旁边。
| 拉塞尔 | 纬度    | 经度    | 直径   |
| ------ | ------- | ------- | ------ |
| A      | 16.8° S | 6.8° W  | 3 公里 |
| B      | 16.1° S | 7.7° W  | 4 公里 |
| C      | 14.7° S | 9.3° W  | 9 公里 |
| D      | 14.5° S | 10.5° W | 2 公里 |
| E      | 18.2° S | 10.2° W | 5 公里 |
| F      | 17.1° S | 12.5° W | 5 公里 |
| G      | 14.8° S | 9.0° W  | 7 公里 |
| H      | 14.5° S | 11.2° W | 5 公里 |
| J      | 14.8° S | 10.4° W | 4 公里 |
| K      | 15.1° S | 8.9° W  | 4 公里 |
| M      | 14.2° S | 8.8° W  | 3 公里 |
| S      | 18.2° S | 8.5° W  | 4 公里 |
| T      | 17.1° S | 8.8° W  | 2 公里 |

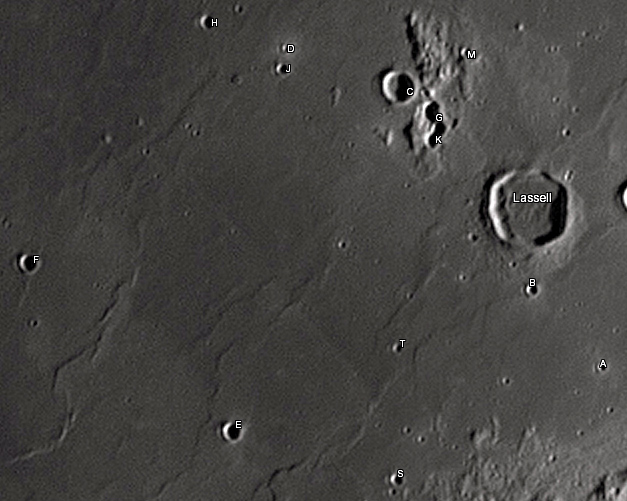
戴维·坎贝尔图片

- 阿波罗16号宇航员肯·马丁利首次观察到卫星坑“拉塞尔 C”地区呈异常的黄棕色；
- 卫星坑拉塞尔 D已被月球和行星观测协会（ALPO）列入《带有明亮射纹系统的撞击坑列表》[6]及《内侧壁坡带有暗黑辐射纹的撞击坑列表》[7]；
- 卫星坑拉塞尔 D西南面一座幽暗的小陨坑被非正式地命名为火山渣锥。

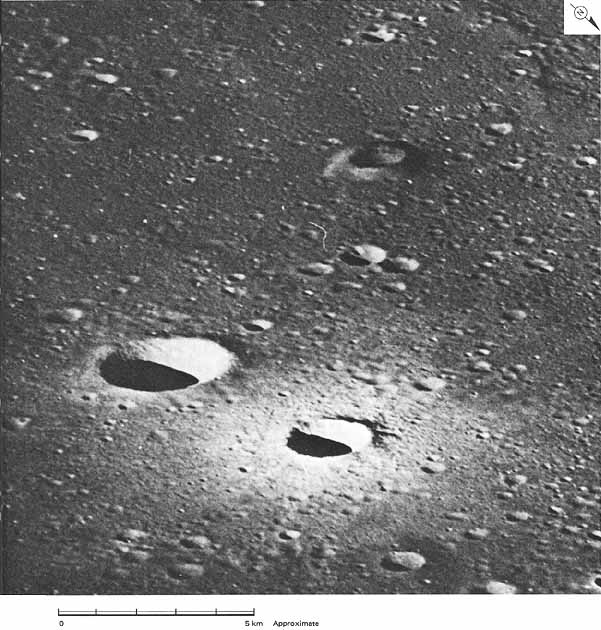
照片下方为卫星坑拉塞尔 J（左）和拉塞尔 D（右），上方显示了火山渣锥，阿波罗16号拍摄。
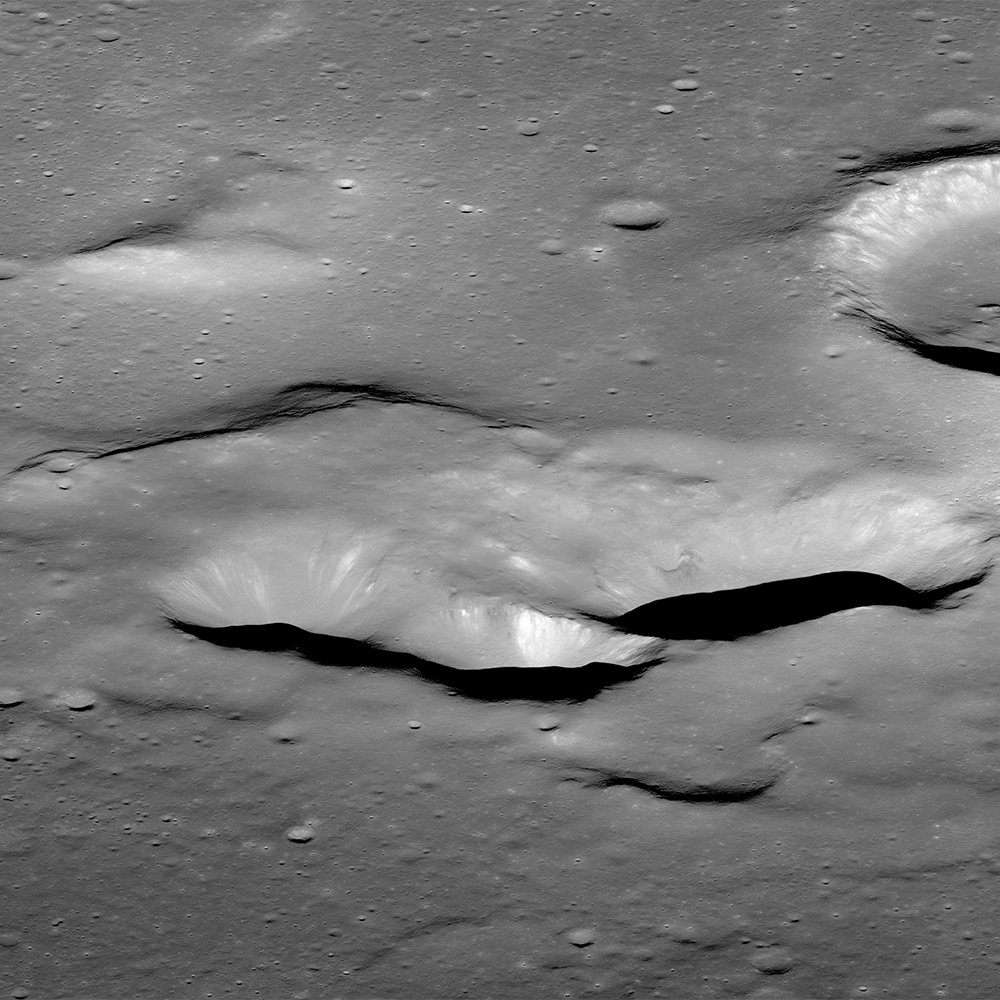
卫星坑拉塞尔 K（左）、拉塞尔 G（右）和拉塞尔 C（右上），月球勘测轨道飞行器 距月表86公里高处拍摄，右为北。